# Akina Nakamori. 2001. 20th Anniversary Live 〜It's brand new day〜
『Akina Nakamori. 2001. 20th Anniversary Live 〜It's brand new day〜』（アキナ・ナカモリ 2001 トゥェンティース・アニバーサリー・ライブ イッツ・ブラン・ニューデイ）は、日本の歌手、中森明菜のライブ・ビデオ。この映像作品は2001年9月27日に徳間ジャパンコミュニケーションズからリリースされた (VHS: TKVU-62877, DVD: TKBU-5082)。

## 背景
『Akina Nakamori. 2001. 20th Anniversary Live 〜It's brand new day〜』は、2001年に開催された中森の全国コンサート・ツアーALL ABOUT AKINA 20th Anniversary IT'S BRAND NEW DAYの2001年6月22日、東京国際フォーラムホールAでのパフォーマンスを収録したライブ・ビデオである。本作は、映像作品としては前作『felicidad AKINA NAKAMORI LIVE '97』からおよそ4年ぶりとなる2001年9月27日に、VHS (TKVU-62877)とDVD (TKBU-5082)の2形態で同時発売され、発売元は徳間ジャパンコミュニケーションズとなった。VHS盤、DVD盤には、それぞれ20枚の歌詞カードが封入されており、ブックレット掲載の写真もそれぞれ異なっている。本作発売前の2001年9月9日 (19:00 - 21:00)にBS-iにて同公演の模様が放送された。本作と放送版とで編集違いがあった。

## 収録曲
| #         | タイトル                             | 作詞         | 作曲             |       |
| --------- | ------------------------------------ | ------------ | ---------------- | ----- |
| 1.        | 「Fin」                              | 松本一起     | 佐藤健           |       |
| 2.        | 「I MISSED "THE SHOCK"」             | Qumico Fucci | Qumico Fucci     |       |
| 3.        | 「スローモーション」                 | 来生えつこ   | 来生たかお       |       |
| 4.        | 「SOLITUDE」                         | 湯川れい子   | タケカワユキヒデ |       |
| 5.        | 「SAND BEIGE -砂漠へ-」              | 許瑛子       | 都志見隆         |       |
| 6.        | 「北ウイング」                       | 康珍化       | 林哲司           |       |
| 7.        | 「二人静 -「天河伝説殺人事件」より」 | 松本隆       | 関口誠人         |       |
| 8.        | 「LIAR」                             | 白峰美津子   | 和泉一弥         |       |
| 9.        | 「セカンド・ラブ」                   | 来生えつこ   | 来生たかお       |       |
| 10.       | 「水に挿した花」                     | 只野菜摘     | 広谷順子         |       |
| 11.       | 「ミ・アモーレ〔Meu amor é…〕」      | 康珍化       | 松岡直也         |       |
| 12.       | 「十戒 (1984)」                      | 売野雅勇     | 高中正義         |       |
| 13.       | 「1⁄2の神話」                        | 売野雅勇     | 大沢誉志幸       |       |
| 14.       | 「TANGO NOIR」                       | 冬杜花代子   | 都志見隆         |       |
| 15.       | 「少女A」                            | 売野雅勇     | 芹澤廣明         |       |
| 16.       | 「TATTOO」                           | 森由里子     | 関根安里         |       |
| 17.       | 「飾りじゃないのよ涙は」             | 井上陽水     | 井上陽水         |       |
| 18.       | 「DESIRE -情熱-」                    | 阿木燿子     | 鈴木キサブロー   |       |
| 19.       | 「It's brand new day」               | Adya         | Adya             |       |
| 20.       | 「LA BOHÈME」                        | 湯川れい子   | 都志見隆         |       |
| 合計時間: | 合計時間:                            | 合計時間:    | 合計時間:        | 93:00 |

## ALL ABOUT AKINA 20th Anniversary IT'S BRAND NEW DAY
ALL ABOUT AKINA 20th Anniversary IT'S BRAND NEW DAY（オール・アバウト・アキナ・トゥェンティース・アニバーサリー・イッツ・ブラン・ニューデイ）は、日本の歌手中森明菜のコンサート・ツアー。このツアーは2001年6月から7月にかけて開催された。
背景
ALL ABOUT AKINA 20th Anniversary IT'S BRAND NEW DAYは、中森のデビュー20周年目を記念した全国コンサート・ツアーである。Music@nifty内のインディーズレーベル@easeリリースのシングル「It's brand new day」をはじめ、シングル曲中心の構成となった。このツアーの2001年6月22日の東京国際フォーラムホールAの公演でライブ収録が行われた。本ツアー後の2001年9月に同公演の模様がBS-iで放送された後、このライブを収録したライブ・ビデオ『Akina Nakamori. 2001. 20th Anniversary Live 〜It's brand new day〜』がリリースされた。翌2002年も20周年記念コンサートの第2弾としてMUSICA FIESTA TOUR 2002ツアーが行われた。
セットリスト

| 1. 「Fin」 2. 「I MISSED "THE SHOCK"」 3. 「スローモーション」 4. 「SOLITUDE」 5. 「SAND BEIGE -砂漠へ-」 6. 「北ウイング」 7. 「二人静 -「天河伝説殺人事件」より」 8. 「LIAR」 9. 「セカンド・ラブ」 10. 「水に挿した花」 | 1. 「ミ・アモーレ〔Meu amor é…〕」 2. 「十戒 (1984)」 3. 「1⁄2の神話」 4. 「TANGO NOIR」 5. 「少女A」 6. 「TATTOO」 7. 「飾りじゃないのよ涙は」 8. 「DESIRE -情熱-」 9. 「It's brand new day」 10. 「LA BOHÈME」 |

ツアー日程
2001年6月6日から2001年7月13日、全国18都市18公演
| 日付（2001年） | 都道府県 | 会場                         |
| -------------- | -------- | ---------------------------- |
| 6月6日         | 岩手県   | 胆沢町文化創造センター       |
| 6月8日         | 山梨県   | 山梨県立県民文化ホール       |
| 6月10日        | 福岡県   | 福岡市民会館                 |
| 6月14日        | 新潟県   | 両津市民会館                 |
| 6月16日        | 北海道   | 北海道厚生年金会館           |
| 6月18日        | 宮城県   | 仙台サンプラザ               |
| 6月20日        | 愛知県   | 名古屋市民会館大ホール       |
| 6月22日        | 東京都   | 東京国際フォーラムホールA    |
| 6月24日        | 香川県   | 香川県民ホールグランドホール |
| 6月28日        | 神奈川県 | 神奈川県民ホール             |
| 6月29日        | 兵庫県   | 神戸国際会館こくさいホール   |
| 7月1日         | 大阪府   | 大阪厚生年金会館大ホール     |
| 7月2日         | 埼玉県   | 大宮ソニックシティ           |
| 7月5日         | 京都府   | 京都会館第一ホール           |
| 7月7日         | 群馬県   | 伊勢崎市文化会館             |
| 7月8日         | 栃木県   | 宇都宮市文化会館大ホール     |
| 7月11日        | 岡山県   | 岡山シンフォニーホール       |
| 7月13日        | 三重県   | 鈴鹿市民会館                 |

## クレジット
『Akina Nakamori. 2001. 20th Anniversary Live 〜It's brand new day〜』のライナー・ノーツより
| ミュージシャン - ピアノ & キーボード: 水野久興 - シンセサイザー: 古賀弘史 - ギター: Eiji Yamaguchi - ベース: クリス・シルバーステイン - サックス: 清水直人 - ドラムス: Scott Latham - コーラス: 八木恭子、青木みのり ツアー・クルー - プロデューサー & ディレクター: 中森明菜 - ミュージック・ディレクター: Hisaoki Mizuno - コンサート・プロデューサー: 門村崇志 - ゼネラル・プロデューサー: 小倉禎子 - ステージ・プロデューサー: Toshihiko Usami - ステージ・アート: Koji Hamada - ステージ・セット・デザイン: Shiho Minami - ライティング・オペーレーション: Hisao Miyai - サウンド・オペレーション: Yoshio Ishii - インストゥルメンツ: Kazuo Nakayama - スタイリスト: 濱田由美 - プロモーション: Shizuo Saeki | ビデオ・スタッフ - テクニカル・ディレクター: Fuji Kato - カメラ: Koji Hasegawa - ビデオ・エンジニア: Yoshiki Ibaraki - ミキサー: Hiroshi Wakayama - Crane Cam: Kazue Sakai - レコーディング・エンジニア: Hironobu Asano - エディティング: Junichi Sato - マルチ・オーディオ・ビデオ: Hiroshi Odashima - アート・ディレクション: MD FACTORY INC. - パッケージ・デザイン: 中島裕次、Naomi Yamato - 撮影: 塚田和徳 - ディレクター: Hideaki Watanabe - アシスタント・プロデューサー: Shinsuke Momoi, Koji Shigetomi - アシスタント・ディレクター: Kenzo Takahashi, Masaru Moritani, Masayuki Ando - エグゼクティヴ・プロデューサー: Shuji Yamada - プロデューサー: Kiminori Yajima, Masako Tsuchiya, Fumio Imano - サポーティング・オーガニゼーション: WALLE CORPORATIONS,INC., TAMCO |

## 参照
1. 1 2 3 4  『Akina Nakamori. 2001. 20th Anniversary Live 〜It's brand new day〜』（VHS, DVD）中森明菜、徳間ジャパンコミュニケーションズ、2001年9月27日。TKVU-62877、TKBU-5082。
2. 1 2 3 4  “中森明菜/2001 20th Anniversary Live〜It's Brand New Day [DVD] - CDJournal.com”.   音楽出版社. 2011年7月22日閲覧。
3. ↑  “中森明菜オフィシャルサイト » DVD”.   Nakamoriakina.com. 2012年8月8日閲覧。
4. 1 2 3  “中森明菜/2001 20th Anniversary Live〜It's Brand New Day [VIDEO他] - CDJournal.com”.   音楽出版社. 2012年8月8日閲覧。
5. ↑  “ファミ通.com エンターテイメント/DVDピックアップ『中森明菜/20th Anniversary Live〜It's Brand New Day〜』”.  ファミ通 (2001年9月21日). 2005年2月10日時点のオリジナルよりアーカイブ。2011年8月15日閲覧。
6. 1 2 3 4  “BS-i Online | ドラマ”.  BS-i. 2001年11月26日時点のオリジナルよりアーカイブ。2011年7月22日閲覧。
7. ↑  “_Music@nifty_”. 中森明菜.  ニフティ. 2003年3月30日時点のオリジナルよりアーカイブ。2012年8月8日閲覧。
8. 1 2  Sasori (2001年7月1日). “@nifty:Music@nifty”. 中森明菜 2001 「All About Akina」〜It's Brand New Day〜.   ニフティ. 2004年7月6日時点のオリジナルよりアーカイブ。2012年8月8日閲覧。
9. ↑  “Live Infomation”. AKINA NAKAMORI 2002 MUSICA FIESTA 20周年記念コンサートVol.2.   楽工房. 2002年6月7日時点のオリジナルよりアーカイブ。2011年7月22日閲覧。
10. ↑  “Live Infomation”. AKINA NAKAMORI 2001 20周年記念全国コンサートツアー All about Akina.   楽工房. 2001年8月25日時点のオリジナルよりアーカイブ。2011年7月22日閲覧。